# 卡洛斯·塞赫尔斯
卡洛斯·塞赫尔斯（西班牙語：Carlos Segers；1900年—1967年5月1日），是一位阿根廷天文学家。
他是一名变星观测者，并在南美组织天文爱好者创立了“阿根廷天文友好协会”（Argentine Friends of Astronomy Association）。
月球上的塞赫尔斯陨石坑就是以他的名字命名的。